# Карл-Гайнц Марбах
Карл-Гайнц Марбах (нім. Karl-Heinz Marbach; 5 липня 1917, Кольберг — 27 вересня 1995, Бонн) — німецький офіцер-підводник, капітан-лейтенант крігсмаріне. Кавалер Лицарського хреста Залізного хреста.

## Біографія
3 квітня 1937 року вступив на флот. Служив на легких крейсерах «Лейпциг» та «Нюрнберг», а потім займав штабні посади. Навесні 1940 року переведений в підводний флот. Служив на підводному човні U-101, яким командував Ернст Мергерзен, в березні-листопаді 1941 року взяв участь в 3 бойових походах, під час яких було потоплено 3 корабля противника. З 1 січня по 3 березня 1942 року командував U-101, з 6 травня по 30 червня 1942 року — U-29, з 1 липня по 30 листопада 1942 року — U-28, проте в бойових походах участі не брав. 17 грудня 1942 року призначений командиром підводного човна U-953 (Тип VII-C), на якому зробив 7 походів (провівши в морі разом 227 днів). Хоча Марбах не потопив жодного корабля, він мав репутацію дуже хороброго командира. 3 серпня 1944 року направлений в Бремен для спостереження за будівництвом човнів типу XXI. 17 грудня отримав підводний човен U-3014, проте в бойових діях вже участі прийняти не зміг. 3 травня 1945 року взятий в полон. Звільнений одним з останніх підводників в лютому 1948 року. Автор мемуарів «З Кольберга через Ла-Рошель в Берлін».

## Звання
- Кандидат в офіцери (3 квітня 1937)
- Морський кадет (21 вересня 1937)
- Фенріх-цур-зее (1 травня 1938)
- Обер-фенріх-цур-зее (1 липня 1939)
- Лейтенант-цур-зее (1 серпня 1939)
- Оберлейтенант-цур-зее (1 вересня 1941)
- Капітан-лейтенант (1 вересня 1944)

## Нагороди
- Залізний хрест
  - 2-го класу (14 квітня 1940)
  - 1-го класу (21 листопада 1943)
- Нагрудний знак флоту (22 червня 1941)
- Нагрудний знак підводника (5 вересня 1941)
- Лицарський хрест Залізного хреста (22 липня 1944) — за проявлену в походах хоробрість.
- Фронтова планка підводника в бронзі (26 листопада 1944)
- Орден «За заслуги перед Федеративною Республікою Німеччина», офіцерський хрест (1982)